# Ате (Мајен)
Ате (фр. Athée) насеље је и општина у западној Француској у региону Лоара, у департману Мајен која припада префектури Шато Гонтје.
По подацима из 2011. године у општини је живело 511 становника, а густина насељености је износила 29,66 становника/km². Општина се простире на површини од 17,23 km². Налази се на средњој надморској висини од 60 метара (максималној 88 m, а минималној 39 m).

## Демографија
| 1962. | 1968. | 1975. | 1982. | 1990. | 1999. | 2011. |
| ----- | ----- | ----- | ----- | ----- | ----- | ----- |
| 534   | 542   | 466   | 461   | 408   | 488   | 511   |

График промене броја становника у току последњих година